# Peter Moffat
Peter Moffet (Newington, 1922. április 15. – London, 2007. október 21.) brit tévéfilmrendező.

## Munkái
- Crane (1963)
- All Creatures Great and Small (1978)
- The Gentle Touch (1980)
- Ki vagy, doki? (1980-'85)
  - State of Decay (1980)
  - The Visitation (1980)
  - Mawdryn Undead (1982)
  - The Five Doctors (1983)
  - The Twin Dilemma (1983)
  - The Two Doctors (1985)

## Fordítás
- Ez a szócikk részben vagy egészben  a   Peter_Moffatt című angol Wikipédia-szócikk fordításán alapul.  Az eredeti cikk szerkesztőit annak laptörténete sorolja fel. Ez a jelzés csupán a megfogalmazás eredetét és a szerzői jogokat jelzi, nem szolgál a cikkben szereplő információk forrásmegjelöléseként.